# Lasioglossum fallax
Lasioglossum fallax là một loài Hymenoptera trong họ Halictidae. Loài này được Morawitz mô tả khoa học năm 1874.